# Tirtajaya
Tirtajaya is een bestuurslaag in het regentschap Depok van de provincie West-Java, Indonesië. Tirtajaya telt 16.267 inwoners (volkstelling 2010).